# Linia kolejowa nr 580
Linia kolejowa nr 580 – pierwszorzędna, zelektryfikowana, dwutorowa linia kolejowa znaczenia państwowego łącząca rozjazd nr 1 z rozjazdem nr 4 na posterunku odgałęźnym Wisła.